# Hököpinge socken
Hököpinge socken i Skåne ingick i Oxie härad, ingår sedan 1971 i Vellinge kommun och motsvarar från 2016 Hököpinge distrikt.
Socknens areal är 10,84 kvadratkilometer varav 10,75 land. År 2000 fanns här 1 076 invånare. Tätorten Hököpinge samt kyrkbyn Hököpinge kyrkby med sockenkyrkan Hököpinge kyrka ligger i socknen. 

## Administrativ historik
Socknen har medeltida ursprung. 
Vid kommunreformen 1862 övergick socknens ansvar för de kyrkliga frågorna till Hököpinge församling och för de borgerliga frågorna bildades Hököpinge landskommun. Landskommunen uppgick 1952 i Vellinge landskommun som ombildades 1971 till Vellinge kommun. Församlingen uppgick 2002 i Vellinge-Månstorps församling.
1 januari 2016 inrättades distriktet Hököpinge, med samma omfattning som församlingen hade 1999/2000.  
Socknen har tillhört län, fögderier, tingslag och domsagor enligt vad som beskrivs i artikeln Oxie härad. De indelta soldaterna tillhörde Södra skånska infanteriregementet, Skytts kompani och Skånska husarregementet, Arrie skvadron, Månstorps kompani.

## Geografi
Hököpinge socken ligger söder om Malmö vid Öresund. Socknen är en odlad slättbygd på Söderslätt.

## Fornlämningar
Boplatser och lösfynd från stenåldern är funna. Från bronsåldern finns gravhögar. En vikingatida silverskatt har påträffats.

## Namnet
Namnet skrevs 1346 Høkøpinge och kommer från kyrkbyn. Efterleden är köping, 'handelsplats'. Förleden innehåller troligen hög, 'höjd'..